# Dolmen de Forno dos Mouros
Le dolmen de Forno dos Mouros est un dolmen situé dans la commune de Toques, dans la province de La Corogne, en Galice.

## Description
Ce site mégalithique, datant de 3000 av. J.-C., est composé de sept orthostates en granit constituant une vaste chambre funéraire recouverte de sa dalle de couverture.
La chambre funéraire mesure 3 × 2 m  et 2 m de haut. Toutes les pierres dressées sont préservées, mais il manque quelques pierres de couronnement. Le couloir, long de 3 m, a conservé ses pierres dressées, mais ses pierres de couronnement sont absentes.
Dans l'un des coins de la chambre des vestiges de peintures, visibles sur le premier orthostate à gauche, présentent des motifs en zigzag rouge et noir sur fond blanc. Ces motifs sont similaires à ceux du dolmen de Dombate et aux gravures du dolmen Roza das Modias.

Il a été déclaré Bien d'intérêt culturel en 2011 sous le code GA15083004.

## Galerie

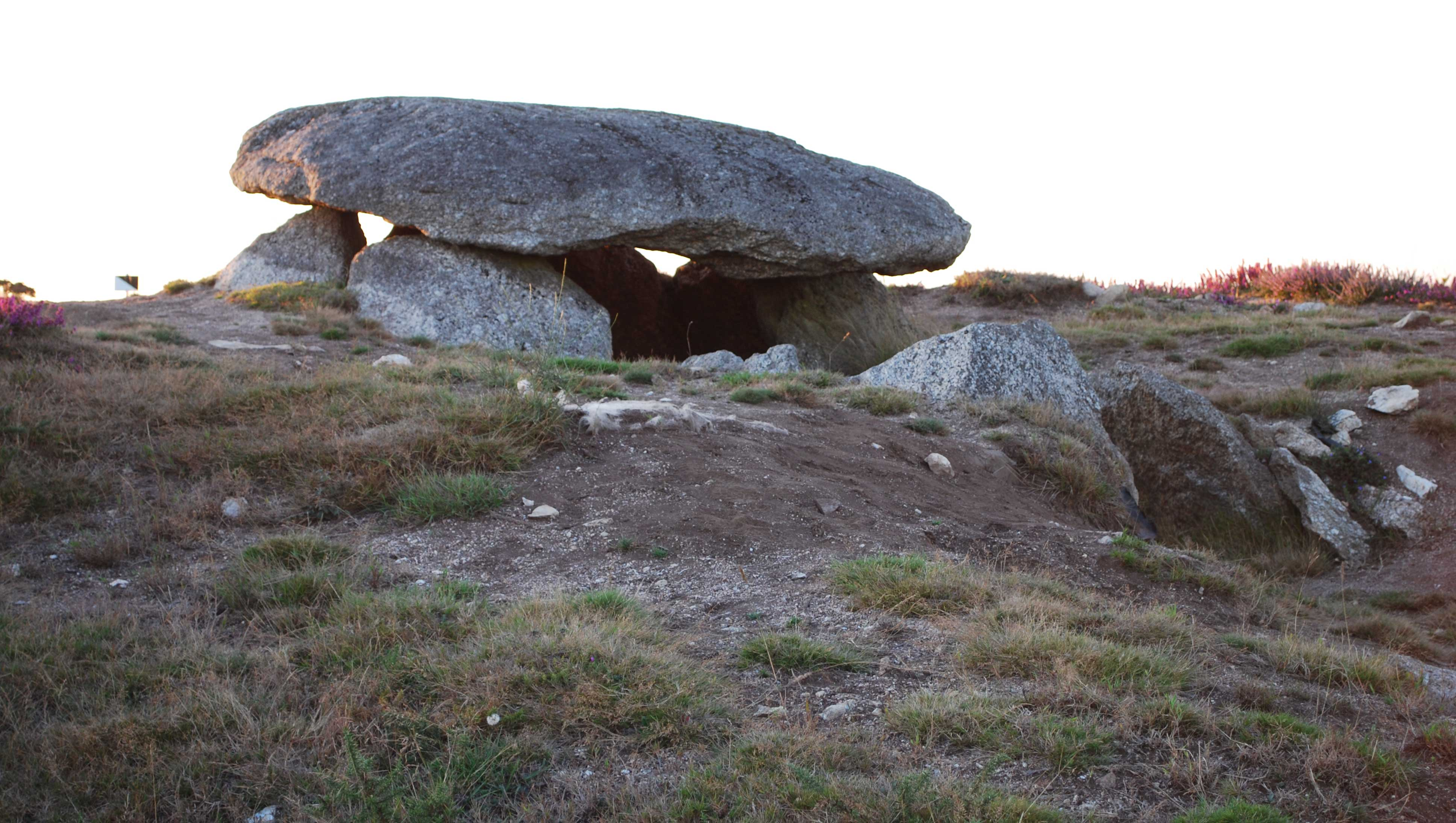
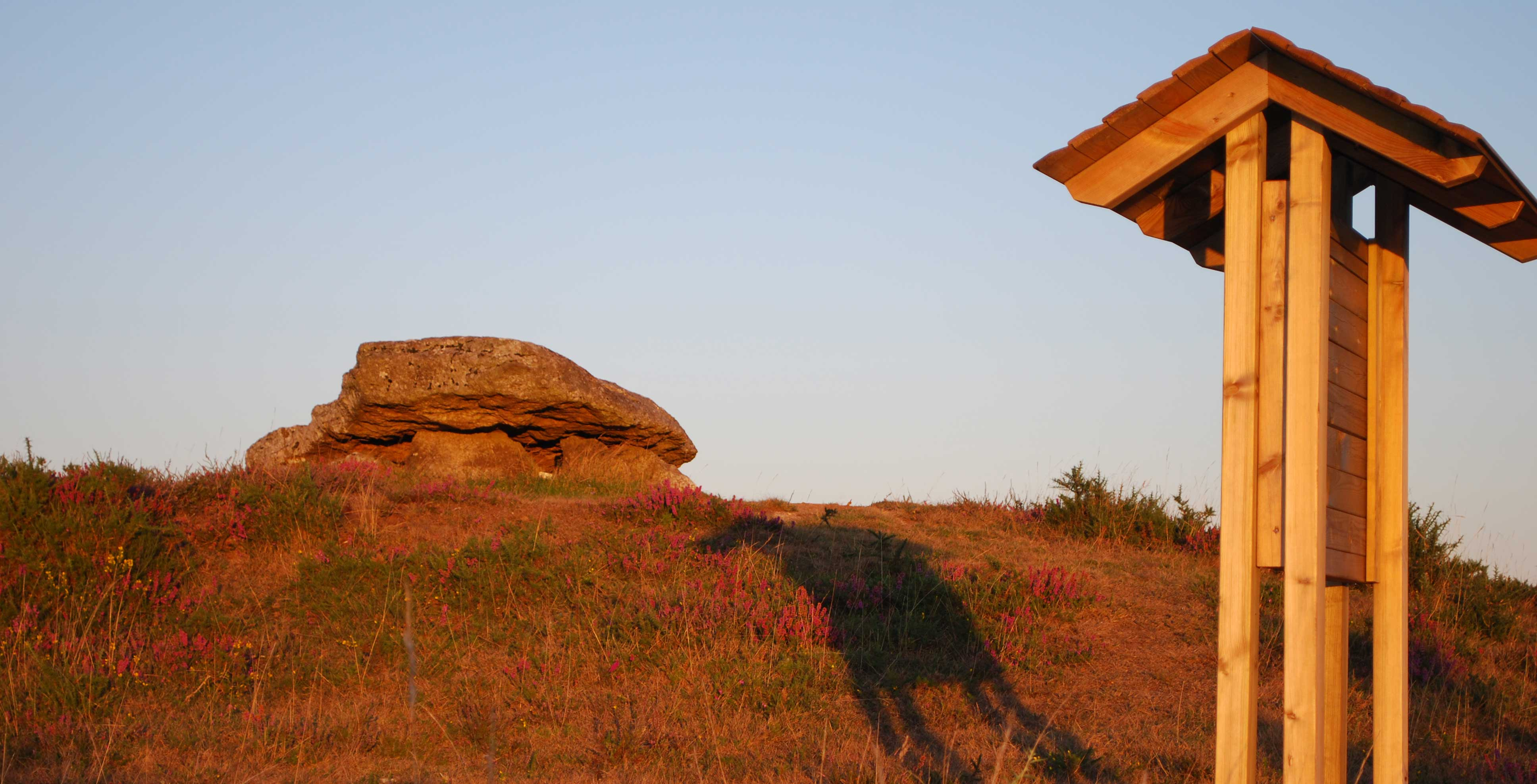

### Liens connexes
- Liste des sites mégalithiques en Galice